# Faro-et-Déo
Departament Faro-et-Déo – departament w Prowincji Adamawa w Kamerunie ze stolicą w Tignère. Na powierzchni 10 435 km² żyje około 66,4 tys. mieszkańców.